# Arcat
Arcat est une association française de recherche, de communication et d'action pour l'accès aux traitements des personnes séropositives au VIH et celles atteintes du sida. 
Arcat est créée en 1985. En 2002, elle rejoint le Groupe SOS. Elle est reconnue association de bienfaisance par arrêté préfectoral du 6 octobre 2003.
Elle rassemble dans la lutte contre le sida et les pathologies associées des professionnels, médecins, travailleurs sociaux, journalistes, sociologues, psychologues, juristes ainsi que des bénévoles.